# 罗伯特·布朗

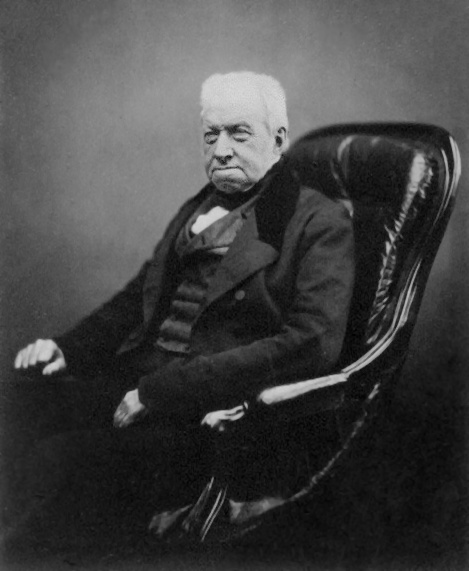
罗伯特·布朗（1773年—1858年）

罗伯特·布朗（英語：Robert Brown，1773年12月21日—1858年6月10日），19世纪英国植物学家，主要贡献是对澳洲植物的考察和发现了布朗运动，以及最早命名了细胞核。

## 生平
布朗出生于苏格兰的东海岸的芒特罗兹，在爱丁堡大学学习医学，1795年成为一名军医。1800年12月他接受了一名自然学家的邀请，加入了《考察者号》帆船前往澳大利亚沿海测绘，1801年12月抵达澳大利亚西海岸，他随后在澳洲用了三年半的时间考察澳洲植物，搜集了3400种标本，其中有大约2000种都是以前没有人发现过的，但当这些标本被用《海豚号》船送回英国时，由于船只遇险，大部分标本丧失。
布朗没有随标本回英国，一直在澳洲待到1805年5月回国，然后用了5年的时间研究他搜集的材料，鉴定了大约1200种新品种并发表了几种鉴定结果。1810年他出版了系统研究澳大利亚植物的著作《新荷兰的未知植物》。同年他接手德兰得掌管的“约瑟夫博物库”，1820年德兰得去世后继承了他的图书馆和植物标本库。1827年博物库成为大英博物馆，布朗被委任为博物馆的植物标本库负责人。
1827年在研究花粉中的微粒和孢子在水中悬浮状态的微观行为时，发现微粒有不规则的运动，后来证实其他微细颗粒如灰尘也有同样的现象，虽然他并没有能从理论解释这种现象，但后来的科学家用他的名字命名为布朗运动。
1828年，布朗命名了细胞核，虽然并不是他第一个发现的，但是由他证实了细胞核的普遍存在并命名。
1837年大英博物馆的自然历史部被划分为三个部，布朗成为植物学部的部长，一直到他去世，下葬在伦敦的坎萨尔·格林公墓。
现代科学界对布朗运动是否是由他第一个发现的还有争议。澳大利亚的植物有一个属和几个种的拉丁语种名是以他的名字命名的。